# Oratorio di Santa Lucia (Perignano)
Con la titolatura di oratorio di Santa Lucia esisteva una chiesa in Perignano vecchio, località  Santa Lucia (distinta da  Sant'Andrea), oggi inglobata in un casolare ancora esistente a nord di Perignano.
L'edificio è attestato esistente già nel medioevo, quando in Perignano esistevano gli abitati di S. Andrea e di S. Lucia, andati poi spopolandosi in seguito alla politica d'abbandono del territorio pisano perpetrata dai Fiorentini. Quando però, nel XIX secolo fu costruita l'attuale parrocchiale di Perignano, il vecchio oratorio fu sconsacrato e adibito ad altro uso.
Intorno all'oratorio sorgeva il paese di  Santa Lucia in Perignano.